# Часловцы
Часловцы (укр. Часлівці) — село в Сюртэнской сельской общине Ужгородского района Закарпатской области Украины.
Население по переписи 2001 года составляло 820 человек. Почтовый индекс — 89435. Занимает площадь 0,001 км².